# Młodzieżowe Mistrzostwa Polski w Lekkoatletyce 2020
37. Młodzieżowe Mistrzostwa Polski w Lekkoatletyce – zawody lekkoatletyczne dla sportowców do lat 23 organizowane pod egidą Polskiego Związku Lekkiej Atletyki, które odbywały się od 4 do 5 września 2020 roku w Białej Podlaskiej. Pierwotnie mistrzostwa miały odbyć się w połowie lipca, ale ich termin został przesunięty ze względu na pandemię COVID-19.

## Rezultaty
Zwyciężczynią biegu na 800 metrów kobiet była Margarita Koczanowa z KS AZS AWF Kraków, która była do 2021 Białorusinką i nie miała obywatelstwa Polski. Dlatego w tabeli poniżej na miejscach medalowych wskazane są trzy kolejne zawodniczki.

### Mężczyźni
| Konkurencja:                  | 1. miejsce                                                                     | Rezultat   | 2. miejsce                                                                      | Rezultat  | 3. miejsce                                                                          | Rezultat   |
| Bieg na 100 m                 | Rafał Pająk MKS Czechowice-Dziedzice                                           | 10,48 PB   | Adrian Brzeziński MKL Toruń                                                     | 10,53 SB  | Adam Burda AZS-AWF Katowice                                                         | 10,57 PB   |
| Bieg na 200 m                 | Adrian Brzeziński MKL Toruń                                                    | 21,18 SB   | Mateusz Wójcik AZS Łódź                                                         | 21,35 PB  | Damian Trzaska MKS Bank BS Płońsk                                                   | 21,37      |
| Bieg na 400 m                 | Mateusz Rzeźniczak RKS Łódź                                                    | 46,75      | Mateusz Wójcik AZS Łódź                                                         | 47,10 PB  | Antoni Walicki ALKS AJP Gorzów Wlkp.                                                | 47,30 SB   |
| Bieg na 800 m                 | Szymon Żywko AZS UMCS Lublin                                                   | 1:51,16 PB | Daniel Gadomski AZS-AWF Warszawa                                                | 1:51,54   | Patryk Tanaś AZS-AWFiS Gdańsk                                                       | 1:51,99    |
| Bieg na 1500 m                | Szymon Żywko AZS UMCS Lublin                                                   | 3:54,67    | Oliwier Mutwil CKS Budowlani Częstochowa                                        | 3:54,89   | Andrzej Kowalczyk ULKS Fajfer 2001 Łapanów                                          | 3:55,81 SB |
| Bieg na 5000 m                | Patryk Kozłowski RLTL ZTE Radom                                                | 15:02,16   | Aleksander Wiącek OKS Start Otwock                                              | 15:04,51  | Mikołaj Czeronek WKS Śląsk Wrocław                                                  | 15:06,29   |
| Bieg na 3000 m z przeszkodami | Nikodem Dworczak WMLKS Nadodrze Powodowo                                       | 9:33,35    | Krystian Zdrojewski MKL Jarocin                                                 | 9:36,03   | Daniel Kryzel ULKS Talex Borzytuchom                                                | 9:40,30 PB |
| Bieg na 110 m przez płotki    | Krzysztof Kiljan AZS-AWF Warszawa                                              | 13,88 PB   | Jakub Bujak AZS KU Politechniki Opolskiej                                       | 14,26 PB  | Olgierd Michniewski RLTL ZTE Radom                                                  | 14,26 PB   |
| Bieg na 400 m przez płotki    | Gabriel Mikołajewski RLTL ZTE Radom                                            | 51,67      | Adam Jakubowski CTL ORLĘTA Częstochowa                                          | 52,81 =PB | Nikodem Wylęga LKS Orkan Ostrzeszów                                                 | 53,23 SB   |
| Sztafeta 4 × 100 m            | OŚ AZS Poznań Adam Balcerek Mateusz Siuda Adrian Wesela Patryk Wykrota         | 40,66      | AZS-AWF Katowice Jacek Majewski Paweł Dzida Przemysław Kozłowski Adam Burda     | 40,98     | AZS-AWF Warszawa Krzysztof Kiljan Szymon Dziuba Jakub Kalinowski Bartosz Gąbka      | 41,20      |
| Sztafeta 4 × 400 m            | OŚ AZS Poznań Patryk Wykrota Mikołaj Buzała Mikołaj Nawrot Amadeusz Zdrojewski | 3:13,15    | AZS-AWF Katowice Przemysław Kozłowski Jacek Majewski Paweł Dzida Adam Paździerz | 3:15,26   | RLTL ZTE Radom Robert Mnich Krzysztof Turski Stanisław Lebioda Gabriel Mikołajewski | 3:17,63    |
| Skok wzwyż                    | Adrian Kordoński LKS Fenix Słupsk                                              | 2,12 =PB   | Maciej Grynienko WKS Śląsk Wrocław                                              | 2,02 SB   | Jakub Bujak AZS KU Politechniki Opolskiej                                           | 2,02 SB    |
| Skok o tyczce                 | Sebastian Chmara CWZS Zawisza Bydgoszcz SL                                     | 4,80 PB    | Jakub Piwowarski AZS-AWF Warszawa                                               | 4,70 =PB  | Pafał Horbowicz KS Warszawianka W-wa                                                | 4,50 SB    |
| Skok w dal                    | Piotr Tarkowski KS AZS-AWF Biała Podlaska                                      | 7,62       | Bartosz Gąbka AZS-AWF Warszawa                                                  | 7,19      | Damian Czarnocki KS AZS-AWF Biała Podlaska                                          | 7,19       |
| Trójskok                      | Bartosz Leszczuk AZS UMCS Lublin                                               | 15,42 PB   | Dawid Krzemiński RLTL ZTE Radom (MZ)                                            | 15,40 PB  | Bartosz Świerczyna AZS-AWF Katowice                                                 | 15,00 SB   |
| Pchnięcie kulą                | Szymon Mazur AZS UMCS Lublin                                                   | 18,55 SB   | Oskar Kokoszewski CWZS Zawisza Bydgoszcz SL                                     | 17,15 PB  | Bartłomiej Uchman AZS-AWF Katowice                                                  | 16,72 PB   |
| Rzut dyskiem                  | Oskar Stachnik KS AZS AWF Wrocław                                              | 57,23      | Patryk Zygmunt WKS Śląsk Wrocław                                                | 51,93     | Jakub Lewoszewski KS Agros Zamość                                                   | 51,56 SB   |
| Rzut młotem                   | Michał Mazur KS Agros Zamość                                                   | 61,16      | Gracjan Sabajtis AZS-AWF Gorzów                                                 | 58,81 PB  | Kamil Swancar OŚ AZS Poznań                                                         | 57,82      |
| Rzut oszczepem                | Cyprian Mrzygłód AZS-AWFiS Gdańsk                                              | 75,34      | Dawid Wegner LUKS Start Nakło                                                   | 69,83     | Oskar Trejgo KS Podlasie Białystok                                                  | 69,11      |

### Kobiety
| Konkurencja:                  | 1. miejsce                                                                               | Rezultat    | 2. miejsce                                                                                 | Rezultat   | 3. miejsce                                                                            | Rezultat   |
| Bieg na 100 m                 | Klaudia Adamek KS Gwardia Piła                                                           | 11,48       | Paulina Guzowska AZS-AWF Katowice                                                          | 11,57      | Marlena Gola KS Podlasie Białystok                                                    | 11,62      |
| Bieg na 200 m                 | Marlena Gola KS Podlasie Białystok                                                       | 23,70       | Klaudia Adamek KS Gwardia Piła                                                             | 23,91 PB   | Martyna Kotwiła RLTL ZTE Radom                                                        | 24,08      |
| Bieg na 400 m                 | Natalia Kaczmarek KS AZS AWF Wrocław                                                     | 53,76       | Natalia Wosztyl RLTL ZTE Radom                                                             | 54,03      | Izabela Smolińska RLTL ZTE Radom                                                      | 54,37 PB   |
| Bieg na 800 m                 | Milena Korbut AZS-AWF Katowice                                                           | 2:08,75     | Aleksandra Płocińska SRS Kondycja Piaseczno                                                | 2:09,73    | Agnieszka Dybka CWKS Resovia Rzeszów                                                  | 2:09,79    |
| Bieg na 1500 m                | Weronika Lizakowska KUKS Remus Kościerzyna                                               | 4:21,28 SB  | Milena Korbut AZS-AWF Katowice                                                             | 4:21,88 PB | Beata Topka ULKS Talex Borzytuchom                                                    | 4:21,91 SB |
| Bieg na 5000 m                | Beata Topka ULKS Talex Borzytuchom                                                       | 17:34,37 SB | Milena Sadowska WMLKS Pomorze Stargard                                                     | 17:44,44   | Kinga Królik UKS Azymut Pabianice                                                     | 17:51,87   |
| Bieg na 3000 m z przeszkodami | Kinga Królik UKS Azymut Pabianice                                                        | 10:26,52 PB | Patrycja Surowiec CWKS Resovia Rzeszów                                                     | 10:50,78   | Milena Pyka MKS-MOS Płomień Sosnowiec                                                 | 10:59,91   |
| Bieg na 100 m przez płotki    | Klaudia Wojtunik AZS Łódź                                                                | 13,15 PB    | Monika Kiepura KS AZS AWF Kraków                                                           | 13,61      | Martyna Skierkowska AZS-AWF Warszawa                                                  | 13,79      |
| Bieg na 400 m przez płotki    | Natalia Wosztyl RLTL ZTE Radom                                                           | 57,82       | Izabela Smolińska RLTL ZTE Radom                                                           | 57,94 PB   | Aleksandra Jaźwińska AZS-AWF Katowice                                                 | 59,52      |
| Sztafeta 4 × 100 m            | AZS-AWF Wrocław Magdalena Brendel Natalia Węglarz Paulina Guzowska Magdalena Stefanowicz | 45,49       | AZS-AWF Warszawa Martyna Skierkowska Anna Maria Gryc Paulina Paluch Weronika Bartnowska    | 45,74      | MKS Agros Chełm Paulina Zielińska Izabela Jastrząb Sylwia Ciupek Agata Wasiluk        | 47,02      |
| Sztafeta 4 × 400 m            | RLTL ZTE Radom Izabela Smolińska Martyna Kotwiła Magdalena Samordak Natalia Wosztyl      | 3:41,07     | AZS-AWF Katowice Karolina Skibińska Natalia Węglarz Karolina Łozowska Aleksandra Jaźwińska | 3:41,52    | KS AZS AWF Kraków Katarzyna Martyna Monika Kiepura Justyna Bryzek Marharyta Kachanava | 3:45,91    |
| Skok wzwyż                    | Adrianna Sułek CWZS Zawisza Bydgoszcz SL                                                 | 1,77        | Paulina Borys SKLA Sopot                                                                   | 1,74       | Martyna Lewandowska MLKL Płock                                                        | 1,67       |
| Skok o tyczce                 | Agnieszka Kaszuba KL Gdyni                                                               | 4,00        | Milena Lipińska OSOT Gdańsk                                                                | 3,90 PB    | Maja Szymanek AZS-AWF Warszawa                                                        | 3,50       |
| Skok w dal                    | Sandra Sikorska AZS-AWF Warszawa                                                         | 6,17 =PB    | Natalia Benedykcińska KS Stal LA Ostrów Wlkp.                                              | 6,14 =PB   | Katarzyna Bargielska KS AZS-AWF Biała Podlaska                                        | 6,05 SB    |
| Trójskok                      | Agnieszka Bednarek AZS Łódź                                                              | 13,17       | Natalia Mach AZS-AWF Katowice                                                              | 12,84      | Paulina Szablewska RKS Łódź                                                           | 12,43 SB   |
| Pchnięcie kulą                | Maja Ślepowrońska AZS-AWF Warszawa                                                       | 16,25       | Karolina Urban AZS-AWFiS Gdańsk                                                            | 15,13      | Ewa Różańska MKLA Łęczyca                                                             | 14,95 SB   |
| Rzut dyskiem                  | Karolina Urban AZS-AWFiS Gdańsk                                                          | 53,54       | Maja Ślepowrońska AZS-AWF Warszawa                                                         | 46,08 SB   | Izabela Mendyk UKS Sokół Węgorzewo                                                    | 43,16 PB   |
| Rzut młotem                   | Ewa Różańska MKLA Łęczyca                                                                | 61,06       | Aleksandra Osiak AZS UMCS Lublin                                                           | 51,77      | Pamela Jakubowska LUKS Orkan Września                                                 | 50,00      |
| Rzut oszczepem                | Joanna Hajdrowska RLTL ZTE Radom                                                         | 52,54 PB    | Angelika Antoniak KS Podlasie Białystok                                                    | 51,83 PB   | Magdalena Adamaszek AZS-AWF Katowice                                                  | 45,29 SB   |

## Bieg na 10 000 m
Młodzieżowe mistrzostwa w biegu na 10 000 metrów odbyły się 19 września w Karpacz. Nie rozgrywano odrębnych zawodów, tylko wyniki z mistrzostw Polski seniorów stały się podstawą do przyznania medali młodzieżowych mistrzostw Polski.
| Konkurencja: | 1. miejsce                       | Rezultat | 2. miejsce                              | Rezultat | 3. miejsce                              | Rezultat |
| Mężczyźni    | Patryk Kozłowski TL ZTE Radom    | 30:50,56 | Nikodem Dworczak MLKS Nadodrze Powodowo | 30:54,33 | Oliwier Mutwil KS Budowlani Częstochowa | 31:13,01 |
| Kobiety      | Beata Topka KS Talex Borzytuchom | 35:11,40 | Milena Sadowska MLKS Pomorze Stargard   | 36:09,56 | Anna Wiktorczyk MLKS Pomorze Stargard   | 36:58,06 |

## Wieloboje
Młodzieżowe mistrzostwa w wielobojach lekkoatletycznych zostały rozegrane w ramach mistrzostw Polski w tych konkurencjach, które odbyły się 3 i 4 października w Łodzi. Nie były rozgrywane odrębne zawody, tylko wyniki z mistrzostw Polski seniorów stały się podstawą do przyznania medali młodzieżowych mistrzostw Polski.
| Konkurencja:           | 1. miejsce                               | Rezultat | 2. miejsce                                 | Rezultat | 3. miejsce                           | Rezultat |
| Dziesięciobój mężczyzn | Rafał Horbowicz Warszawianka             | 7478 pkt | Aleksy Boroń UKS LA Basket Warszawa        | 6875 pkt | Mikołaj Jakóbczak KS AZS AWF Wrocław | 6683 pkt |
| Siedmiobój kobiet      | Adrianna Sułek CWZS Zawisza Bydgoszcz SL | 5537 pkt | Barbara Kostrzewska UKS LA Basket Warszawa | 5044 pkt | Patrycja Adamczyk AZS-AWFiS Gdańsk   | 4782 pkt |

## Chód na 20 km
Mistrzostwa w chodzie na 20 kilometrów kobiet i mężczyzn miały się odbyć 5 września w Gdańsku. Zostały przeniesione na 26 września do Zaniemyśla.
| Konkurencja: | 1. miejsce | Rezultat | 2. miejsce | Rezultat | 3. miejsce | Rezultat |
| Mężczyźni    |            |          |            |          |            |          |
| Kobiety      |            |          |            |          |            |          |

## Biegi przełajowe
Młodzieżowe mistrzostwa w biegach przełajowych kobiet i mężczyzn zostały rozegrane 28 listopada w Kwidzynie, razem z mistrzostwami w kategorii seniorów i juniorów. Nie rozgrywano osobnych biegów dla zawodników poniżej 23 roku życia, tylko startowali oni razem z seniorami.

### Mężczyźni
| Konkurencja:           | 1. miejsce                         | Rezultat | 2. miejsce                               | Rezultat | 3. miejsce                                 | Rezultat |
| Bieg przełajowy (4 km) | Patryk Kozłowski RLTL ZTE Radom    | 11:23    | Oliwier Mutwil CKS Budowlani Częstochowa | 11:27    | Andrzej Kowalczyk ULKS Fajfer 2001 Łapanów | 11:36    |
| Bieg przełajowy (8 km) | Mikołaj Czeronek WKS Śląsk Wrocław | 24:47    | Łukasz Jatczak LKS Pszczyna              | 25:43    | Jarosław Kucharski RLTL ZTE Radom          | 25:45    |

### Kobiety
| Konkurencja:           | 1. miejsce                                 | Rezultat | 2. miejsce                       | Rezultat | 3. miejsce                            | Rezultat |
| Bieg przełajowy (4 km) | Beata Topka ULKS Talex Borzytuchom         | 12:45    | Eliza Megger LKS Pszczyna        | 13:15    | Julia Afelt CWZS Zawisza Bydgoszcz SL | 13:39    |
| Bieg przełajowy (6 km) | Weronika Lizakowska KUKS Remus Kościerzyna | 20:27    | Klaudia Pawlus WKS Śląsk Wrocław | 21:31    | Milena Pyka MKS-MOS Płomień Sosnowiec | 21:39    |